# BC Vijfsluizen
BC Vijfsluizen was een Nederlandse badmintonclub uit Vlaardingen. Deze club is opgericht op 10 oktober 1956 vanuit de Rotterdamse Ontspanningsvereniging Shell.

## Historie
Jarenlang speelde BC Vijfsluizen op het sportpark Vijfsluizen. Toen begin 20e eeuw werd besloten om het sportpark af te breken, verhuisde de vereniging naar de Polderpoort in Vlaardingen.
Op 19 april 2010 volgde de fusie met BC Refoba, waardoor er één grote badmintonvereniging in Vlaardingen ontstond onder de naam BC Vijfsluizen. Op 1 juli 2017 is BC Vijfsluizen samengegaan met BC Maassluis met de drie verschillende speellocaties, waarvan een nog steeds in Vlaardingen.